# Psychotria trichostyla
Psychotria trichostyla är en måreväxtart som beskrevs av Johannes Müller Argoviensis. Psychotria trichostyla ingår i släktet Psychotria och familjen måreväxter. Inga underarter finns listade i Catalogue of Life.